# فیلتر پخش
فیلتر پخش یک فیلتر شفافیت در عکاسی است که برای جلوه های ویژه استفاده می شود. فیلتر پخش اشیاء را هموارتر می کند و پدیده های مانند یک گردباد رویایی ایجاد می کند.